# Franz Krommer
Franz Krommer, in ceco František Vincenc Kramář (Kamnitz, 27 novembre 1759 – Vienna, 8 gennaio 1831), è stato un violinista e compositore ceco.
Dal 1795 visse a Vienna, dove fu compositore di corte; dopo Haydn, fu uno dei musicisti più apprezzati negli ambienti musicali della mitteleuropa.

## Biografia
- Dal 1773 al 1776 studiò violino con lo zio Antonín Mattias Kramár a Turany. Qui divenne organista insieme allo zio nel 1777. Nel 1785 tornò a Vienna come violinista nell'orchestra del ducato di Stiria, ora a Simontornya in Ungheria.
- Nel 1790 Krommer fu nominato Maestro di cappella presso la Cattedrale dei Santi Pietro e Paolo a Pécs (Ungheria). Nel 1795 tornò ancora a Vienna e divenne Maestro di cappella per il duca duca Ignaz Fuchs nel 1798.
- Dal 1813 fino alla morte, avvenuta nel 1831, Krommer successe a Leopold Kozeluch come compositore per la Corte imperiale austriaca (e dal 1818, Maestro di Cappella secondo la biografia HOASM), ma può essere stato Maestro di cappella già dal 1814.[1]

## Stile
Le sue opere, quasi esclusivamente strumentali, sono caratterizzate da uno stile che sta tra il galante del '700 e il romanticismo. Nelle sue composizioni sono sempre avvertibili gli influssi dell'opera di Haydn e Mozart; i suoi quartetti d'archi furono addirittura paragonati a quelli di Haydn.